# Contrexéville Challenger 2000
Il Contrexéville Challenger 2000 è stato un torneo di tennis facente parte della categoria ATP Challenger Series nell'ambito dell'ATP Challenger Series 2000. Il torneo si è giocato a Contrexéville in Francia dal 17 al 23 luglio 2000 su campi in terra rossa.

## Vincitori

### Singolare
Vincenzo Santopadre ha battuto in finale  Olivier Patience con il punteggio di 7–5, 6–2

### Doppio
Julien Benneteau /  Nicolas Mahut hanno battuto in finale  Jean-René Lisnard /  Olivier Patience con il punteggio di 6–3, 7–6(4)